# نبرد اول فاو
نبرد اول فاو، نبردی در جنگ ایران و عراق بود که بین ۱۰ فوریه و ۱۰ مارس ۱۹۸۶ در شبه جزیره الفاو درگیر شد. عملیات ایران یکی از بزرگ‌ترین دستاوردهای ایران در جنگ ایران و عراق محسوب می‌شود. ایرانیان توانستند شبه جزیره الفاو را تصرف کنند و در این روند دسترسی عراق به خلیج فارس را قطع کردند. این به نوبه خود نگرش عراقی‌ها را برای پیگیری جنگ سخت‌تر کرد. شبه جزیره فاو بعداً در اواخر جنگ توسط نیروهای عراقی بازپس گرفته شد.
در ۹ فوریه ۱۹۸۶، ایران عملیات والفجر ۸ را آغاز کرد، یک حمله آبی خاکی پیچیده و با دقت برنامه‌ریزی شده در عرض رودخانه شط العرب (اروند رود) علیه نیروهای عراقی مدافع شبه جزیره استراتژیک فاو، که عراق را به خلیج فارس متصل می‌کند. ایرانیان مدافعان عراقی، عمدتاً ارتش مردمی عراق را شکست دادند و نوک شبه جزیره، از جمله مرکز کنترل هوایی و سپاه اصلی عراق را که خلیج فارس را پوشش می‌داد، تصرف کردند و همچنین دسترسی عراق به اقیانوس را محدود کردند. ایران توانست با وجود تلفات سنگین، برای یک ماه دیگر جای پای خود را در فاو در برابر چندین ضد حمله عراقی، از جمله حملات گارد جمهوری‌خواه و حملات شیمیایی، حفظ کند تا اینکه به بن‌بست رسید.
نبرد اول فاو موفقیت بزرگی برای ایران بود که پس از آن از موقعیت استراتژیک مهمی برخوردار شد، اما سایر کشورهای منطقه، به ویژه در کویت و عربستان سعودی را که حمایت خود را از عراق افزایش دادند، نگران کرد. این نبرد به اعتبار صدام حسین و دولت عراق لطمه زد، آنها شروع به بهبود گسترده دفاعی برای شهر بزرگ بصره کردند. اگرچه نبرد رسماً در مارس ۱۹۸۶ به پایان رسید، درگیری‌های متناوب به مدت دو سال تا آوریل ۱۹۸۸ ادامه یافت، زمانی که عراق شبه جزیره فاو را در دومین نبرد فاو پس گرفت.

## پیش‌درآمد
جنگ ایران و عراق نزدیک به ۶ سال بود که ادامه داشت. در حالی که ایرانی‌ها در سال ۱۹۸۲ عراقی‌ها را از خاک خود بیرون رانده بودند، تلاش‌های ایران برای حمله به عراق و سرنگونی رژیم صدام حسین بی‌ثمر بود. ایران به دلیل کمبود قطعات یدکی ادوات ظامی خود و همچنین ناتوانی در جایگزینی تجهیزات از دست رفته آسیب دیده بود و به شدت به حملات امواج انسانی و جنگ‌های سبک پیاده‌نظام متکی بود. در این میان، عراقی‌ها (به ویژه پس از سال ۱۹۸۲) به شدت مورد حمایت کشورهای خارجی قرار گرفتند.
در این بهبوهه ایران شروع به برنامه‌ریزی برای یک حمله بزرگ کرد. در حالی که به طرز فریبنده ای اینطور به نظر می‌رسد که این حمله قرار است علیه شهر جنوبی بصره عراق انجام شود (مانند بیشتر حملات قبلی ایران)، هدف این حمله واقعاً جنوب شبه جزیره فاو بود که در خلیج فارس قرار داشت.

## آماده‌سازی
ایرانیان امیدوار بودند که عراق را از خلیج فارس جدا کنند و کشور را محصور در خشکی کنند و بصره را از جنوب تهدید کنند. مهم‌تر از آن، ایران امیدوار بود که یک سری ضربات علیه عراق وارد کند که از طریق جنگ فرسایشی منجر به سقوط دولت آن کشور شود.
این عملیات توسط رئیس ستاد ارتش و وزیر دفاع ایران طراحی شده بود. فرماندهان میدان نبرد ترکیبی از افسران ارتش جمهوری اسلامی ایران و سپاه پاسداران انقلاب اسلامی بودند. عراقی‌ها غافلگیر شدند، زیرا انتظار نداشتند ایرانی‌ها بتوانند نیروهای خود را در شبه جزیره پیاده کنند.

## حمله ایران
در ۹ فوریه ۱۹۸۶، ایرانی‌ها عملیات والفجر ۸ را آغاز کردند که در آن ۱۰۰۰۰۰ نیرو متشکل از پنج لشکر ارتش و ۵۰۰۰۰ نفر از سپاه پاسداران و شبه نظامیان بسیج در یک حمله دو جانبه به سمت جنوب عراق پیشروی کردند. برخلاف حملات قبلی، والفجر ۸ به‌طور کامل توسط افسران حرفه ای ارتش طراحی شده بود که از افسران سابق ارتش شاهنشاهی ایران در دوران حکومت محمدرضا شاه بودند. ایرانیان از ۹ تا ۱۴ فوریه حمله ای ایزایی علیه بصره (در حوالی قرنه) آغاز کردند و تلاش کردند سپاه سوم و هفتم عراق را متلاشی کنند. این حمله توسط عراقی‌ها متوقف شد. در همین حال، ضربه اصلی ایران به شبه جزیره مهم استراتژیک فاو وارد شد که تنها پس از ۲۴ ساعت درگیری، سقوط کرد. نیروهای شمال ایران حملات موج انسانی را آغاز کردند و نیروهای جنوب به حمله زرهی به دشمن پرداختند. هر دو حمله با قدرت آتش سنگین عراق متوقف شد و ایرانی‌ها ۴۰۰۰ تلفات دادند. با این حال، عراقی‌ها متقاعد شدند که این نقطه اصلی حمله است و نیروهای خود را به آن بخش منحرف کردند. این در حال حاضر به عنوان یک فریب شناخته شده است.
ضد حمله عراق
تلاش‌های اولیه عراق برای بیرون راندن نیروهای ایرانی به دلیل عدم هماهنگی تأثیر کمی بر جای گذاشت، اما برای عراق ۲۰–۲۵ هواپیما از دست داد. عملیات پی در پی ایران به سمت ام القصر که با هدف قطع دسترسی عراق به خلیج فارس انجام شده بود، علیرغم ضدحمله سه جانبه در ۱۲ فوریه به رهبری ژنرال ماهر، تنها با خسارات قابل توجهی به گارد جمهوری عراق مهار شد. عبدالرشید که توسط برخی از بهترین فرماندهان عراقی هشام صباح الفخری و سعدی توما عباس الجبوری حمایت می‌شود.
در ۱۲ فوریه ۱۹۸۶، عراقی‌ها ضد حمله را برای تصرف مجدد فاو آغاز کردند که پس از یک هفته درگیری شدید شکست خورد. صدام یکی از بهترین فرماندهان خود، ژنرال ماهر عبدالرشید و گارد جمهوری را برای آغاز یک حمله جدید برای تصرف مجدد فاو در ۲۴ فوریه ۱۹۸۶ فرستاد. دور جدیدی از نبردهای فشرده با محوریت یک ضد حمله سه جانبه روی داد. حملات عراق توسط هلیکوپترهای جنگنده، صدها تانک و بمباران عظیم نیروی هوایی عراق پشتیبانی می‌شد. : ۲۴۲ علیرغم داشتن مزیت در قدرت آتش و استفاده گسترده از جنگ شیمیایی، تلاش عراق برای بازپس‌گیری فاو دوباره با شکست به پایان رسید.
صدام حسین و فرماندهی عالی عراق هنوز متقاعد نشده بودند که حمله اصلی ایران به سمت جزیره بوده. آنها معتقد بودند که هدف اصلی، بصره بوده و برای همین خبر تصرف فاو توسط ایران را جدی نمی‌گرفتند. تنها دو لشکر مکانیزه برای حمله به ایرانیان در فاو حرکت کردند. اما به زودی رهبری عراق متوجه این فریب شد و شروع به برنامه‌ریزی بر اساس آن کرد.

## عواقب و تأثیر
سقوط فاو و شکست ضد حمله‌های عراق ضربات بزرگی بر حیثیت رژیم بعث عراق بود و باعث ترس در سراسر خلیج فارس از پیروزی ایران در جنگ شد. به ویژه، کویت با وجود نیروهای ایرانی در فاصله ده مایلی خود احساس خطر کرد و بر این اساس حمایت خود از عراق را افزایش داد. : ۲۴۱ 
نبرد اول فاو به‌طور رسمی در ماه مارس به پایان رسید، با این حال درگیری‌ها و عملیات‌های رزمی شدید متناوب تا پایان سال ۱۹۸۶ و حتی تا اواخر سال ۱۹۸۸ در شبه جزیره ادامه داشت و هیچ‌یک از طرفین نتوانستند دیگری را جابجا کنند.

## استعداد نبرد

### ایران
قرارگاه خاتم الانبیاء
ستاد کربلا
- لشکر ویژه ۲۵ کربلا
به فرماندهی مرتضی قربانی
- لشکر ۲۷ محمد رسول‌الله
- لشکر ۷ ولی عصر
به فرماندهی محمد رئوفی نژاد
- لشکر ۴۱ ثارالله
به فرماندهی قاسم سلیمانی
- لشکر ۳۱ عاشورا
به فرماندهی امین شریعتی
- لشکر ۵ نصر
- لشکر ۸ نجف اشرف
به فرماندهی احمد کاظمی
- لشکر ۱۴ امام حسین
به فرماندهی حسین خرازی
- لشکر ۱۷ علی بن ابیطالب
به فرماندهی غلامرضا جعفری
- تیپ مستقل ۳۲ انصارالحسین
- تیپ مستقل ۱۵ امام حسن
- تیپ مستقل ۴۴ قمر بنی هاشم

ستاد نوح
- لشکر ۱۹ فجر
- تیپ مستقل ۳۳ المهدی
به فرماندهی جعفر اسدی
- ۳۳ گردان توپخانه نیروی زمینی ارتش جمهوری اسلامی ایران

دفتر مرکزی یونس ۱
- ناوگروه کوثر نیروی دریایی ارتش جمهوری اسلامی ایران

دفتر مرکزی یونس ۲

{{سخ}} (متعلق به نیروی دریایی ارتش جمهوری اسلامی ایران)
ستاد رعد

{{سخ}} (پشتیبانی هوایی و پدافند هوایی، متعلق به نیروی هوایی جمهوری اسلامی ایران)
ستاد شهید سلیمان خاطر

{{سخ}} (حمله هوایی، مدواک، هلی‌بورن و ترابری، متعلق به نیروی هوایی ارتش جمهوری اسلامی ایران)
ستاد قدس (عملیات انحرافی)
- تیپ ۲۱ امام رضا
- تیپ ۱۰ سیدالشهدا
- تیپ ۱۸ الغدیر

ستاد نجف (عملیات انحرافی)
- جهاد سازندگی از استان‌های خراسان، فارس، اصفهان و خوزستان

### عراق
سپاه هفتم عراق: (تیپ‌ها بیشتر از لشکر ۱۵ و ۲۶ هستند)
- ۴۱۴، ۲۹، ۷۰۲، ۷۰۴، ۴۴۲، ۵۰۲، ۱۱۱، ۱۱۰، ۱۰۴، ۴۷، ۵۰۱، ۴۱۹، ۴۸، ۳۹، ۲۲، ۲۳، ۲، ۶۰۲، ۶۰۳، ۷۰۳، ۱۱۰، ۱۰۴، ۹۱، و تیپ ۵ پیاده
- تیپ‌های ۴۴۰، ۴۴۱، ۴۴۳ پیاده ساحلی
- تیپ‌های ۳۰، ۱۶، ۳۴، ۴۲، ۲۶ زرهی، ۱۷ تموز، گردان‌های تانک الرافدین، ذی النورین، گردان ۴۳ لشکر ۵
- تیپ‌های ۲۵، ۲۰، ۱۵، ۸ و ۲۴ مگزنیزه
- تیپ ۶۵، ۶۶ و ۶۸ نیروی ویژه
- گارد جمهوری‌خواه
  - تیپ ۱ مکانیزه
  - تیپ ۲ تکاور
  - تیپ ۳ نیروی ویژه
  - تیپ ۴ مکانیزه
  - تیپ ۱۰ زرهی
  - ۱ گردان کماندویی
- واحدهای کماندویی:
  - تیپ‌های تکاور از سپاه سوم، چهارم، ششم و هفتم
  - تیپ ۷۳ لشکر ۱۷
  - گردان حتین
  - گردان ۵ لشکر ۲۶
  - گردان کماندویی لشکر ۱۵
- ارتش مردمی
  - ۶ قاتی تحت فرماندهی لشکر ۲۶
- نیروی دریایی عراق
- نیروی هوایی عراق
- نیروی هوایی ارتش عراق

## کتابشناسی
- Woods, Kevin; Murray, Williamson; Elkhamri, Mounir. "Saddam's War: An Iraqi military perspective on the Iran-Iraq War" (PDF). Institute for National Strategic Studies.
- "Phase Five: New Iranian Efforts at "Final Offensives",1986-1987" (PDF). Archived from the original (PDF) on 30 May 2016. Retrieved 24 June 2019.
- Pollack, Kenneth M. (2004). Arabs at War: From the Ottoman Conquest to the Ramadan War. University of Nebraska Press. ISBN 978-0-8032-0686-1.